# Coleophora ammodyta
Coleophora ammodyta is een vlinder uit de familie kokermotten (Coleophoridae). De wetenschappelijke naam van deze soort is voor het eerst geldig gepubliceerd in 1970 door Falkovitsh.
De soort komt voor in tropisch Afrika.